# فيلناف دورنون
فيلناف دورنون، (بالفرنسية: Villenave-d'Ornon)‏، هي بلدية فرنسية في إقليم جيروند في آكيتين الجديدة، في جنوب غرب فرنسا.

## توأمة
لفيلناف دورنون اتفاقيات توأمة مع كل من:
- توريس فيدراس
- سيهيم - يوجينهايم
- Bridgend County Borough [الإنجليزية]‏